# Gårdlösafibulan
Gårdlösafibulan är en runristad armborstfibula av silver med en inskription på urnordiska i den äldre runraden. Fibulan hittades i en kvinnograv vid Gårdlösa i Smedstorps socken, Ingelstads härad i Skåne, och förvaras idag på Statens Historiska Museum i Stockholm. Den är daterad till 200-talet efter Kristi födelse.

Fibulan har en hög nålhållare och en krökt S-formad båge. Bågen avslutas vid foten med en skiva. Foten är prydd med två skåror. 

## Inskriften
Runinskriften är placerad på fotens högra sida. Den från runor translittererade och översatta inskriften lyder enligt nedan:
Translitterering av runraden:
ek unwod(z)
Normalisering till äldre fornsvenska:
Ek Unwodz.
Översättning till nusvenska:
Jag, den orasande / lugne / behärskade.
Ordet är förmodligen ett mansnamn som möjligen tillhört den person som tillverkat spännet eller skänkt detta till kvinnan i graven.